# Біоліт
Біолі́т (грец. βιος — життя, грец. λιθος — камінь; рос. биолит, англ. biogenic rock, biolithe, нім. Biolith) — гірська порода, що складається з різних органічних залишків.
Біоліти поділяють на
- горючі (каустобіоліти) — буре та кам'яне вугілля, торф та ін.
- негорючі (акаустобіоліти)— крейда, вапняк, діатоміт тощо.

## Загальний опис
Біолі́ти — гірські породи і мінерали, що утворилися з решток організмів, напр. вапняки (молюскові, форамініферові, коралові тощо), крем'янисті породи (діатоміти, спонгіоліти, радіолярити), викопне вугілля, торф, а також, на думку ряду дослідників, нафта і фосфорити. Вміст скелетних та ін. решток організмів в Б. становить 50—100 % їхньої маси. Рад. геолог Я. В. Самойлов відносив до Б. також целестин, опоки, деякі осадочні залізні та мідні руди тощо, однак навіть при можливій участі організмів в утворенні цих порід і мінералів основна їхня маса (понад 50 %) — неорганогенного походження, а тому сучасні геологи не вважають їх за біоліти. Б. і взагалі роль організмів в утворенні гірських порід і мінералів вивчає біогеохімія.

## Формування
Органогенні гірські породи (біоліти) формуються за рахунок скупчень твердих скелетних решток різних організмів та перетворених рослинних залишків. Їх можна поділити на такі групи:
1)	карбонатні породи, що складаються з мінеральних решток різних коралів, плечоногих, гольчастошкірих молюсків, водоростей – вапняки, крейда, доломітизовані вапняки, ракушняки та ін.;
2)	кременисті осадки, що утворилися зі скупчень радіолярій, діатомових водоростей, крем’янистих губок – діатоміт, трепел, опока, 
яшми та ін.;
3)	фосфатні породи, які сформовані рештками хребетних тварин та раковинами деяких плечоногих;
4)	горючі породи, утворені в основному вуглецем у вільному стані й у формі складних органічних сполук із домішками різних кількостей азоту, водню, кисню і деяких мінеральних речовин. Серед горючих виділяють породи вугільного ряду – торф, буре і кам’яне вугілля, сапропель, горючі сланці та породи бітумного ряду – нафта, озокерит, асфальт, природні горючі гази.